# Hylesia praeda
Hylesia praeda är en fjärilsart som beskrevs av Paul Dognin 1901. Hylesia praeda ingår i släktet Hylesia och familjen påfågelsspinnare. Inga underarter finns listade i Catalogue of Life.